# 박찬욱
박찬욱(朴贊郁, 1963년 8월 23일 ~ )은 대한민국의 영화 감독이다.

## 학력
- 건국대학교 사범대학 부속중학교
- 영동고등학교
- 서강대학교 철학 학사

## 생애
박찬욱은 1963년 8월 23일 서울특별시에서 태어났다. 건축과 교수였던 아버지를 따라 어릴 적에 전시회를 많이 다녔고, 미술에 관심이 많아 미술사학자를 꿈꾸던 학생이었다. 박찬욱의 동생은 설치미술가, 사진작가 겸 미술평론가인 박찬경이다.
건국대학교 사범대학 부속중학교, 영동고등학교를 졸업한 뒤 미술사학자의 꿈을 가지고 서강대학교 철학과로 진학했다. 그러나 대학 재학 중 도서관에서 영화 원서를 많이 읽게 되었고, 영화 동아리를 만드는 데 참여하고 영화를 많이 보게 되면서 영화 감독이 되기로 결심했다. 어느 날 한 교수가 작은 영화 상영회를 하던 중 앨프리드 히치콕의 《현기증》을 보여주었고, 이것을 계기로 히치콕의 영화에 매료되었다. 이후에는 비교적 덜 유명한 영화를 찾아다니게 되었고, 아벨 페라라, 핼 하틀리, 아키 카우리스마키의 영화에 관심을 갖게 된다. 이들의 작품이 좋아지게 되면서 히치콕의 영화는 너무 완벽성을 추구하는 영화로 느껴졌고 이후에는 완벽과는 거리가 먼, 기술이나 시나리오도 없이 찍은 것 같은 거친 느낌의 영화에 더 매료되었다. 이후 다양한 영화를 접하면서 본격적으로 영화에 빠졌다.
1983년 영화 평론가로 첫 등단하여 이후 9년간 영화평론가로 활동했다. 1990년대 말에서 2000년대 초에는 이무영 감독과 함께 ‘박리다매’란 이름의 공동 각본가로도 활동했다. 영화사 모호필름(Moho Film)의 설립자이자 대표다.
영화 《달은... 해가 꾸는 꿈》으로 감독으로 데뷔하여 《공동경비구역 JSA》, 《복수는 나의 것》, 《올드보이》, 《친절한 금자씨》, 《미쓰 홍당무》, 《박쥐》 등 영화를 만들었다. 또한 자신의 작품 중 많은 작품의 각본을 썼다.

### 영화인 활동

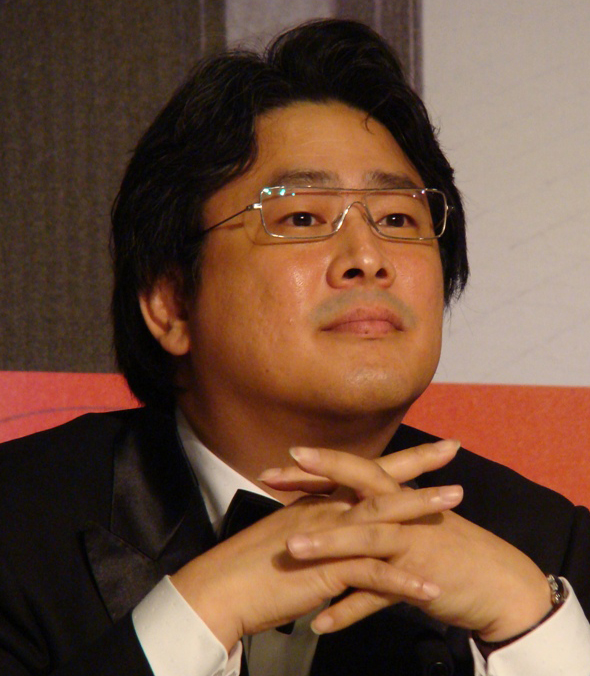
2009년 칸 영화제에서 박찬욱.

대학을 졸업한 후 이장호 감독의 제작사였던 '판 영화사'에 연출부의 일원으로 들어갔다. 연출부에서 곽재용을 만났고 그 인연으로 곽재용의 감독 데뷔작 《비오는 날의 수채화》의 조감독을 맡았다. 그러나 독립영화처럼 찍던 《비오는 날의 수채화》 현장의 어려움으로 조감독을 그만 두었고 영화인의 길을 포기할 생각도 했으나 당시 구상중이던 각본만 완성하기로 한다. 그러나 각본을 완성한 후 다시 영화에 대한 재능과 열정을 느껴 영화의 길에 들어서기로 한다.
이후 작은 영화사에 들어간 박찬욱은 1992년 그의 첫 영화인 《달은... 해가 꾸는 꿈》으로 감독으로 데뷔했다. 그러나 당시 한국 영화계에는 낯설었던 B급 영화 정서에 기반한 이 작품은 영화팬들에게는 화제가 되었지만 상업적으로는 실패했다.
자신이 감독한 첫 번째 영화 이후 박찬욱은 당시 넉넉치 않은 형편으로 인해 영화 평론가로 활동하면서 1997년에 두 번째 작품 《삼인조》를 만들었다. 처음에는 거칠고 난폭한 줄거리로 구상했으나 중간에 제작사가 바뀌고 시간을 끌게 되면서 그가 처음 의도했던 것과는 달라지면서 흥행과 비평 면에서 모두 실패했다.
《삼인조》의 실패로 어려움에 처한 그는, 자신이 쓴 시나리오를 가지고 제작자를 설득하다가 당시 명필름 심재명 대표를 만나게 되었다. 심재명 대표로부터 남북 분단을 소재로 한 박상연의 소설 'DMZ'를 영화화 한 《공동경비구역 JSA》의 감독을 제안받게 되고 소재나 미스터리 느낌의 줄거리에 끌려 그는 《공동경비구역 JSA》(2000년)의 감독을 맡았다. 이 영화는 감독의 의도와 유머가 살아 있으면서 사회적 의미도 담고 있어 관객의 호응을 받았으며 583만명의 관객을 동원하며 그 해 최고 흥행작이 되었다. 이 영화로 2000년 제21회 청룡영화상 감독상, 2001년 제37회 백상예술대상 영화감독상, 도빌 아시아영화제 작품상, 제38회 대종상 영화제 최우수작품상을 수상했다.
2002년 그가 감독한 영화 《복수는 나의 것》은 제3회 부산영화평론가협회상 최우수 작품상과 감독상을 수상하였고, 이탈리아 필름느와르 페스티벌 심사위원 특별상, 2003년 우디네극동영화제 관객상을 수상하였다.
2003년 박찬욱은 최민식을 주연으로 일본 만화를 원작으로 한 《올드보이》를 만들었고, 이 영화는 관객수 326만을 기록했다. 이 작품으로 2004년 칸 영화제에서 한국영화 사상 최초로 심사위원대상을 수상했다.
2005년 박찬욱은 영화 《친절한 금자씨》를 발표했다. 《복수는 나의 것》(2002), 《올드보이》(2003), 《친절한 금자씨》로 이어지는 세 편의 영화는 복수를 주제로 하여 일명 '복수 삼부작'으로 불리기도 한다. 이 세 작품은 공식 시리즈는 아니며, 처음부터 삼부작으로 기획된 것도 아니었으나 연달아 두 번의 복수극을 만들게 된 박찬욱 감독이 다음 작품을 구상하는 과정에서 즉흥적으로 '복수 3부작'에 관해 생각해냈고 《친절한 금자씨》를 만들었다.
2006년 63회 베니스 영화제에서 심사위원으로 위촉되었다.
2007년 영화 《싸이보그지만 괜찮아》로 제57회 베를린 영화제에서 알프레드 바우어상을 수상했다.
2009년 5월 25일 62회 칸 영화제에서 《박쥐》로 심사위원을 수상하였다.
2011년 1월에 세계 최초로 아이폰 4만으로 촬영한 단편 영화 《파란만장》을 개봉하였다.

## 작품 활동

### 감독
- 1992년 《달은... 해가 꾸는 꿈》
- 1997년 《3인조》
- 1999년 《심판》- 단편영화
- 2000년 《공동경비구역 JSA》
- 2002년 《복수는 나의 것》
- 2003년 《여섯 개의 시선》- 단편영화
- 2003년 《올드 보이》
- 2004년 《쓰리, 몬스터》- 단편영화
- 2005년 《친절한 금자씨》
- 2006년 《싸이보그지만 괜찮아》
- 2009년 《박쥐》
- 2011년 《파란만장》- 단편영화
- 2012년 《청출어람》- 단편영화
- 2013년 《스토커》
- 2016년 《아가씨》
- 2018년 《리틀 드러머 걸》 - BBC 드라마
- 2022년 《일장춘몽》- 단편영화
- 2022년 《헤어질 결심》
- 2024년 《동조자》 - HBO 드라마
- 2025년 《어쩔수가없다》

### 각본
- 《아나키스트》 (2000년)
- 《휴머니스트》 (2001년)
- 《철없는 아내와 파란만장한 남편 그리고 태권소녀》 (2002년)
- 《소년, 천국에 가다》 (2005년)
- 《미쓰 홍당무》 (2008년)
- 《전,란》 (2024년)

### 제작
- 《설국열차》 (2013년)

## 출연

### 영화
- 《미쓰 홍당무》(2008년) 특별출연(지나가는 행인 역)
- 《좋.댓.구》(2023년) 특별출연 (감독 박찬욱 역)

### CF
- 2004년 다음커뮤니케이션
  - 안성기, 최민식, 박한별, 유지태, 김지운, 故장진영과 공동출연, 수익금을 스크린쿼터 발전기금으로 사용
- 2004년 한국GM
- 2006년 에쓰오일
  - 김태희, 차승원과 공동출연
- 2007년 LG전자 엑스캔버스
  - 이영애와 공동출연
- 2010년 하이트진로 프라임MAX
  - 김혜수와 공동출연
- 2011년 KT 올레-스마트폰으로 영화찍기
- 2013년 LG전자 LG G2
- 2015년 현대카드
- 2016년 아모레퍼시픽 HERA
  - 전지현과 공동출연
- 2016년 엔씨소프트 리니지 레드라이츠

## 저서
- 1994년 《영화 보기의 은밀한 매력 - 비디오드롬》[15][16][17][18]
- 2005년 《올드보이 백서》
- 2005년 《박찬욱의 오마주 (Hommage)》. 마음 산책. 총 528쪽. ISBN 89-89351-82-0.
- 2005년 《박찬욱의 몽타주 (Montage)》. 마음 산책. 총 299쪽. ISBN 89-89351-81-2.[19][20][21][22][23][24]
- 2009년 《박쥐》

## 수상
공동경비구역 JSA(2000년작)
- 2000년 제8회 이천춘사대상영화제 최우수작품상
- 2000년 제8회 이천춘사대상영화제 감독상
- 2000년 제21회 청룡영화상 한국영화 최다관객상
- 2000년 제21회 청룡영화상 최우수작품상
- 2000년 제21회 청룡영화상 감독상
- 2000년 제3회 디렉터스 컷 시상식 올해의 감독상
- 2001년 제37회 백상예술대상 영화부분 감독상
- 2001년 도빌아시아영화제 관객이 주는 인기상
- 2001년 도빌아시아영화제 최우수작품상
- 2001년 제38회 대종상 최우수작품상
- 2001년 제27회 시애틀국제영화제 신인감독심사위원특별상

복수는 나의 것(2002년작)
- 2002년 제3회 부산영화평론가협회상 최우수작품상
- 2002년 제3회 부산영화평론가협회상 감독상
- 2002년 이탈리아 필름느와르 페스티벌 심사위원 특별상
- 2002년 제5회 디렉터스 컷 시상식 올해의 감독상
- 2003년 제5회 우디네 극동영화제 관객상
- 2003년 제16회 도쿄국제영화제 특별언급상

올드보이(2003년작)
- 2003년 제24회 청룡영화상 감독상
- 2004년 제57회 칸 영화제 심사위원대상
- 2004년 제3회 대한민국 영화대상 최우수작품상
- 2004년 제3회 대한민국 영화대상 감독상
- 2004년 제40회 백상예술대상 영화부분 감독상
- 2004년 제41회 대종상 감독상
- 2004년 제49회 아시아 태평양 영화제 감독상
- 2004년 제12회 춘사영화상 심사위원특별상
- 2004년 제5회 부산영화평론가협회상 최우수작품상
- 2004년 제5회 부산영화평론가협회상 감독상
- 2004년 제37회 시체스 영화제 오피셜 판타스틱-최우수작품상
- 2004년 제15회 스톡홀름영화제 관객상
- 2004년 제7회 디렉터스 컷 시상식 올해의 감독상
- 2004년 제7회 디렉터스 컷 시상식 올해의 영화인상
- 2004년 제1회 대한민국 대학영화제 올해의 감독상
- 2005년 제24회 홍콩금상장영화제 아시아영화상
- 2005년 제10회 홍콩금자형장 10대외국어영화상
- 2005년 제3회 방콕국제영화제 감독상
- 2005년 오포르토 국제영화제 최우수작품상

친절한 금자씨(2005년작)
- 2005년 제26회 청룡영화상 최우수 작품상
- 2005년 제25회 한국영화평론가협회상 10대영화상
- 2005년 제9회 자랑스러운 서강인상
- 2006년 제4회 방콕국제영화제 감독상
- 2006년 로얄살루트 마크 오브 리스펙트상
- 2006년 2006 대한민국 문화콘텐츠 수출 유공자 포상 대통령표창
- 2006년 오포르토 국제영화제 감독상

싸이보그지만 괜찮아(2006년작)
- 2007년 제36회 누보시네마영화제 관객상
- 2007년 제57회 베를린국제영화제 알프레드 바우어상
- 2007년 제40회 시체스 영화제 오피셜 판타스틱-최우수각본상
- 2008년 제28회 오포르토 국제영화제 특별언급상

미쓰 홍당무(2008년작)
- 2008년 제11회 디렉터스 컷 시상식 올해의 제작자상
- 2008년 제29회 청룡영화상 각본상

박쥐(2009년작)
- 2009년 제62회 칸 영화제 심사위원상
- 2009년 제17회 이천춘사대상영화제 감독상
- 2009년 스타일 아이콘 어워즈 문화예술부문상
- 2009년 제4회 에이어워즈(남성 패션 잡지 '아레나 옴므 플러스' 선정)
- 2009년 제9회 마라케시 국제영화제 골드스타상
- 2009년 제12회 디렉터스 컷 시상식 올해의 감독상
- 2009년 제13회 판타지아 영화제 베스트 아시아 영화-동상
- 2010년 브뤼셀 판타스틱 국제 영화제 심사위원특별상
- 2010년 제4회 아시아 태평양 영화제 넷팩 개발상

파란만장(2011년작)
- 2011년 제61회 베를린국제영화제 단편영화부문 황금곰상
- 2011년 제44회 시체스 영화제 오피셜 놉스 비젼 최우수 작품상
- 2011년 스파이크 아시아 광고제 필름크래프트부문 은상
- 2011년 제11회 대한민국청소년영화제 감독상

아가씨(2016년작)
- 2016년 제25회 부일영화상 부일독자심사단상
- 2016년 제36회 한국영화평론가협회상 10대영화상
- 2016년 얼라이언스 오브 우먼 필름 저널리스트 최우수외국어영화상
- 2016년 제29회 시카고비평가협회상 각색상
- 2017년 제42회 LA비평가협회상 외국어영화상
- 2017년 제35회 브뤼셀국제판타스틱영화제 까마귀 기사상 공로상
- 2017년 제8회 올해의 영화상 올해의 영화인상
- 2017년 제49회 시체스국제영화제 관객상
- 2017년 제53회 백상예술대상 영화부문 대상
- 2018년 제71회 영국 아카데미 영화상 시상식 외국어영화상

헤어질 결심(2022년작)
- 2022년 제75회 칸 영화제 감독상
- 2022년 제27회 춘사국제영화제 최우수 감독상
- 2022년 제42회 한국영화평론가협회상 감독상
- 2022년 제42회 한국영화평론가협회상 각본상
- 2022년 제42회 한국영화평론가협회상 작품상
- 2022년 제43회 청룡영화상 감독상
- 2022년 제43회 청룡영화상 각본상
- 2022년 제43회 청룡영화상 최우수작품상
- 2022년 제58회 대종상 시나리오상
- 2022년 제58회 대종상 최우수작품상
- 2023년 CJ ENM 비저너리 어워즈 2023 비저너리 10인 선정
- 2023년 제59회 백상예술대상 영화부문 감독상

전,란(2024년작)
- 2025년 제61회 백상예술대상 영화부문 각본상 (시나리오상)

## 같이 보기
- 대한민국 영화